# Haram (heiliger Bezirk)
Der Begriff Haram (arabisch حرم, DMG ḥaram ‚Verbotenes, Unverletzliches, Unantastbares, Heiligtum‘) bezeichnet im Islam den heiligen Bezirk um eine Wallfahrtsstätte. Der weiträumigste Bezirk dieser Art ist der Haram um die Stadt Mekka, der vorislamische Ursprünge hat. Er umfasst ein Gebiet von 554 Quadratkilometern, in dessen Zentrum sich die Heilige Moschee mit der Kaaba befindet. Ein weniger weiträumiger Haram-Bezirk existiert daneben in Medina. Die beiden Heiligtümer in Mekka und Medina werden auf Arabisch auch mit dem Dual als die "beiden Harams" (al-ḥaramān, beziehungsweise flektiert al-ḥaramain) bezeichnet. Diese Dual-Form kommt auch in dem islamischen Titel Diener der beiden heiligen Stätten (ḫādim al-ḥaramain) vor, den heute die saudischen Könige tragen.
Für die beiden Haram-Bezirke gelten eine ganze Reihe von Verboten. So dürfen sie zum Beispiel von Nicht-Muslimen nicht betreten werden. Neben Mekka und Medina werden auch die Heiligtümer von Jerusalem und Hebron als Haram bezeichnet, doch ist ihr Haram-Status bei den muslimischen Gelehrten umstritten. Die Zwölfer-Schiiten betrachten darüber hinaus einige ihrer Pilgerstätten als Haram-Bezirke.
Die arabischen Wörter Harām (ḥarām) und Mahram (maḥram) und das deutsche Wort Harem (von arab. ḥarīm) sind mit dem Wort Haram verwandt: Sie sind alle von der arabischen Wortwurzel ḥ-r-m, die etwas „Verbotenes, Unantastbares, Unverletzliches“ bezeichnet, abgeleitet.

## Haram-Bezirke im vorislamischen Arabien

### Der Haram von Mekka
Der Haram von Mekka war wahrscheinlich schon längere Zeit vor Mohammed ein heiliger Bezirk. So wird in der mekkanischen Lokalchronik von al-Azraqī berichtet, dass es in der Zeit vor Qusaiy ibn Kilāb verboten war, neben der Kaaba Häuser zu bauen. Die Menschen hielten sich nur tagsüber im Heiligen Bezirk auf und zogen am Abend auf das Gebiet des Hill hinaus. Auch sexuelle Handlungen waren auf dem Gebiet des Haram nicht erlaubt. Als Qusaiy mit den Quraisch den Heiligen Bezirk unter seine Kontrolle brachte, erlaubte er den Menschen, auf dem Gebiet des Haram Häuser zu bauen und sich dort anzusiedeln. Qusaiy ibn Kilāb erlaubte den Quraisch auch, Bäume des Haram für ihre Häuser zu fällen, was sie vorher nicht gewagt hatten.
Innerhalb des Haram war das Kämpfen und Töten verboten. Der Haram war auch Asylbereich. Selbst Mörder oder Totschläger durften hier nicht getötet werden. Al-Azraqī (gest. 837) berichtet: "Wenn ein Totschläger (qātil) den Haram betrat, durfte man weder mit ihm zusammensitzen, noch ihm etwas verkaufen. Und man durfte ihn auch nicht beherbergen. Derjenige, der ihn suchte, sprach zu ihm: 'Soundso, fürchte Gott wegen der Bluttat an Soundso und verlasse die heiligen Orte'. Erst wenn er den Haram verließ, wurde die Hadd-Strafe an ihm vollzogen." Qusaiy ibn Kilāb soll mit diesem Tötungsverbot auch die Ansiedlung der Quraisch auf dem Haram begründet haben: Wenn sie dort wohnten, würden sie von den Arabern gefürchtet werden; es sei dann nicht mehr erlaubt, sie zu bekämpfen oder zu vertreiben. Auch diejenigen, die unabsichtlich jemanden getötet hatten und sich dann etwas von der Rinde der Bäume des Haram um den Hals banden, waren in das Tötungsverbot eingeschlossen. Man durfte dann keine Wiedervergeltung mehr an ihnen üben.
Auf den Haram wird auch im Koran Bezug genommen. So werden in Sure 28:57 den Mekkanern, die bei einem Anschluss an die Lehre Mohammeds eine gewaltsame Vertreibung aus ihrer Stadt befürchten, die Worte entgegengehalten: "Gaben wir ihnen denn nicht Macht über einen sicheren Haram (ḥaram āmin), für den Früchte aller Art gesammelt werden – als Versorgung von uns? Doch die meisten haben kein Wissen". Und in Sure 29:67 heißt es: "Ja, haben sie denn nicht gesehen, dass wir einen sicheren Haram (ḥaram āmin) geschaffen haben, während die Menschen rings umher hinweggerafft werden?" Mohammed selbst soll dem Haram großen Respekt gezollt haben. Es wird überliefert, dass er während seines 40-jährigen Aufenthaltes in Mekka kein einziges Mal auf dem Gebiet des Harams uriniert oder Stuhlgang gehabt habe.
Die Anlage des Haram von Mekka wurde schon in vorislamischer Zeit dem Stammvater Abraham zugeschrieben. Dies geht aus einer Tradition hervor, die der Baghdader Gelehrte Muhammad ibn Habīb (gest. 860) überliefert. Demnach ließen sich in vorislamischer Zeit viele Quraisch in dem Tal Waddsch nieder, in der die Stadt at-Tā'if liegt. Als sie den Thaqīf, also dem arabischen Stamm, der in at-Tā'if ansässig war, ein Bündnis vorschlugen, das vorsah, dass die Quraisch in gleicher Weise an dem Tal von Waddsch beteiligt werden sollten wie die Thaqīf an dem Haram von Mekka, lehnten die Thaqīf diesen Vorschlag mit dem Argument ab, dass Waddsch von ihren eigenen Vorfahren angelegt worden sei, der Haram von Mekka jedoch ein von Abraham angelegtes Heiligtum sei, an dessen Begründung die Quraisch keinen Anteil hätten. Da die Quraisch starken Druck auf die Thaqīf ausübten, waren sie aber schließlich doch gezwungen, in ein Bündnis mit den Quraisch einzutreten.

### Andere Haram-Bezirke
Neben dem Haram von Mekka gab es im vorislamischen Arabien noch einige andere Orte, die als Haram galten. So zitiert Abū l-Faradsch al-Isfahānī ein Gedicht, in dem von einem Haram in ʿUkāz die Rede ist. Derselbe Autor überliefert auch einen Bericht, demzufolge Angehörige des arabischen Stammes Ghatafān in vorislamischer Zeit an einem Ort namens Buss einen Haram nach dem Vorbild des Haram von Mekka zu begründen versuchten, nachdem sie über den Stamm der Sudāʿ gesiegt hatten und sich besonders stark fühlten. Zuhair ibn Dschanāb, der damals Anführer der Banū Kalb war, soll dieses Unternehmen jedoch vereitelt und zum Zeichen, dass der Haram null und nichtig war, einen der Gefangenen an der Stelle enthauptet haben. Aus dem "Götzenbuch" von Ibn al-Kalbī ist bekannt, dass sich in Buss ein Heiligtum von al-ʿUzzā befand.
At-Tabarī berichtet darüber hinaus, dass Musailima in der Region von al-Yamāma einen Haram errichtete und für unantastbar erklärte. In diesem Haram lagen die Dörfer seiner Verbündeten von den Banū Usaiyid, die sich in al-Yamāma angesiedelt hatten. In der fruchtbaren Zeit unternahmen sie Raubzüge auf die Ernte der Bewohner von al-Yamāma und nahmen dann den Haram als Rückzugsort. Harry Munt vermutet, dass der Haram im vorislamischen Arabien eine Institution war, mit dem eine "Form von heiligem Raum" erschaffen werden konnte, der den Aufbau von "Strukturen sozialer Führerschaft" ermöglichte.

## Der Haram von Mekka im Islam

### Geschichte
Nach der Eroberung Mekkas im Jahre 630 ließ Mohammed die Grenzen des Haram durch Tamīm ibn Asad al-Chuzāʿī neu kennzeichnen. Nach einem Hadith, der von ʿAbdallāh ibn ʿAbbās überliefert wird und auch Aufnahme in die kanonische Hadith-Sammlung von Muslim ibn al-Haddschādsch gefunden hat, soll er bei dieser Gelegenheit gesagt haben:

„Gott hat dieses Land an dem Tage, an dem er Himmel und Erde erschuf, für unantastbar erklärt. Und es ist aufgrund der Unantastbarkeit Gottes unantastbar bis zum Tag der Auferstehung. Es war niemandem vor mir erlaubt, darin zu kämpfen. Und mir ist dies nur eine Stunde am Tag erlaubt. Es ist unantastbar bis zum Tag der Auferstehung. Es dürfen weder seine Pflanzen abgeschnitten noch seine Wildtiere erlegt werden.“

Dieser Hadith bildet die Grundlage für die islamische Lehre von der Heiligkeit des mekkanischen Haram. In ihm wird berichtet, dass al-ʿAbbās ibn ʿAbd al-Muttalib anschließend bei Mohammed noch um eine Ausnahmegenehmigung für das Idhchir, eine Art der Zitronengräser, bat, weil dieses in Mekka für den Häuserbau benötigt wurde. Die Bitte wurde ihm gewährt.
Weitere Erneuerungen der Haram-Grenzmarkierungen erfolgten im Jahre 17 der Hidschra (= 638 n. Chr.) durch ʿUmar ibn al-Chattāb, im Jahre 26 (= 646/47 n. Chr.) durch ʿUthmān ibn ʿAffān und später durch Muʿāwiya I. (reg. 661–680). Die frühen Muslime wandten hinsichtlich des Haram weiter strenge Regeln an. Von ʿAbdallāh ibn ʿAmr (gest. 683 od. 685) wird überliefert, dass er bei Aufenthalten in Mekka zwei Zelte aufschlug, das eine im Hill und das andere im Haram. Wenn er seine Frauen schelten wollte, tat er das im Hill. Wenn er aber beten wollte, tat er es im Haram. Als man ihn darauf ansprach, sagte er, dass man ihm beigebracht habe, dass man im Haram nicht schwören dürfe. Viele Rechtsgelehrten hielten es auch für verpönt, Steine oder Erde aus dem Hill in den Haram einzubringen oder aus dem Haram in den Hill herauszuschaffen. Von ʿAbdallāh ibn az-Zubair (gest. 692) wird berichtet, dass er weißen Kies, den man auf dem Hof rund um die Kaaba ausgestreut hatte, wegschaffen ließ, nachdem er erfahren hatte, dass er aus dem Gebiet außerhalb des Harams stammte, weil er es für verboten hielt, Steine aus dem Hill mit solchen aus dem Haram zu vermischen.
In der islamischen Tradition verbreitete sich die Ansicht, dass die erste Kennzeichnung der Grenzen des Haram-Bezirks mit Steinmalen durch Abraham auf Geheiß des Engels Gabriel erfolgt sei. Auch in späterer Zeit wurden diese Steinmale immer wieder erneuert, so unter dem Umaiyaden ʿAbd al-Malik (reg. 685–705) und dem Abbasiden al-Mahdī (reg. 775–785). Der abbasidische Kalif ar-Rādī (934–940) erneuerte 936/937 die beiden großen Steinmale von Tanʿīm und brachte darüber eine Inschrift mit seinem Namen an; der Begteginide al-Muzaffar erneuerte 1219 das große Steinmal bei ʿArafāt. Letzteres wurde erneut 1284 durch den Rasuliden al-Muzaffar aufgerichtet.

### Grenzen

Arabische Karte von Haram und Hill in Ibrāhīm Rifʿat Bāšā: Mirʾāt al-ḥaramain (1925). Die Haram-Grenzpunkte sind mit Doppelblöcken markiert, die Mawāqīt an den Außengrenzen des Hill mit Kreisen.

Grundlegend für die Abgrenzung des Haram gegenüber dem Hill, also dem Profanbereich (siehe dazu unten), waren die hydrologischen Verhältnisse in der Umgebung von Mekka. Als ʿUmar ibn al-Chattāb die Grenzmarkierungen des Haram neu aufstellen ließ, gab er den Auftrag, nach jedem Wadi zu sehen, das bei Sturzfluten in den Haram entwässert. An ihm sollten sie Markierungen aufstellen und es als Haram kennzeichnen. Die Wadis, die sich in den Hill entwässerten, sollten sie dagegen dem Hill zurechnen. Der mekkanische Lokalhistoriker Al-Azraqī (gest. 837) lehrte, dass alle Wadis des Haram sich (letztendlich) in den Hill ergießen, kein Wadi des Hill dagegen sich in den Haram ergießt, mit Ausnahme eines Ortes bei at-Tanʿīm bei den Zelten der Ghifār.
Von den klassischen arabischen Autoren werden die Grenzen des Haram über die folgenden Punkte auf den Ausfallstraßen Mekkas definiert:
| Richtung | Lage des Grenzpunkts                                     | Entfernung zur Heiligen Moschee |
| -------- | -------------------------------------------------------- | ------------------------------- |
| Medina   | Tanʿīm, unterhalb bei den Häusern der Ghifār bzw. Muʿādh | 5,4 – 6,1 km                    |
| Jemen    | Berghang von Libin an dem gleichnamigen Tümpel           | 12 – 17 km                      |
| Dschidda | „Durchbruch der Nester“ (munqaṭiʿ al-aʿšāš)              | 18,3 – 20 km                    |
| Taif     | Ende der Ebene ʿArafāt am Grund von Namira               | 12 – 18,3 km                    |
| Irak     | Berghang von Chull, heute Wādī-Nachla-Straße             | 12,8 – 14 km                    |
| Osten    | Dschiʿrāna, Tal des Clans ʿAbdallāh ibn Chālid ibn Usaid | 16 – 18 km                      |

Die Grenzpunkte des Haram sind durch Steinmäler, die sogenannten anṣāb al-ḥaram, gekennzeichnet. Sie grenzen den Haram vom Hill-Bereich (siehe dazu unten) ab. Zur Zeit Mohammeds befand sich außerdem ein Grenzpunkt des Haram in dem Dorf Hudaibiya. Dieser Grenzpunkt war mit mehr als einer Tagesreise besonders weit von Mekka entfernt und stellte gewissermaßen eine "Ausbeulung" (zāwiya) des Harams dar.
Die Grenzen des Haram sind heute außerdem an folgenden Punkten markiert: 1. auf dem Schnellweg nach Dschidda in 21 Kilometer Entfernung, 2. auf der Straße nach Jemen in 20 Kilometer Entfernung, 3. auf der neuen Hudā-Straße nach at-Tā'if in 14,6 Kilometer Entfernung und 4. auf dem Sail-Schnellweg nach at-Tā'if in 13,7 Kilometer Entfernung. Eine noch genauere Definition der Haram-Grenzen mit über 40 Grenzpunkten liefert der saudische Gelehrte ʿAbd al-Malik Ibn Duhaisch (gest. 2013) in seiner Haram-Monographie von 1995.

### Regeln für den Haram

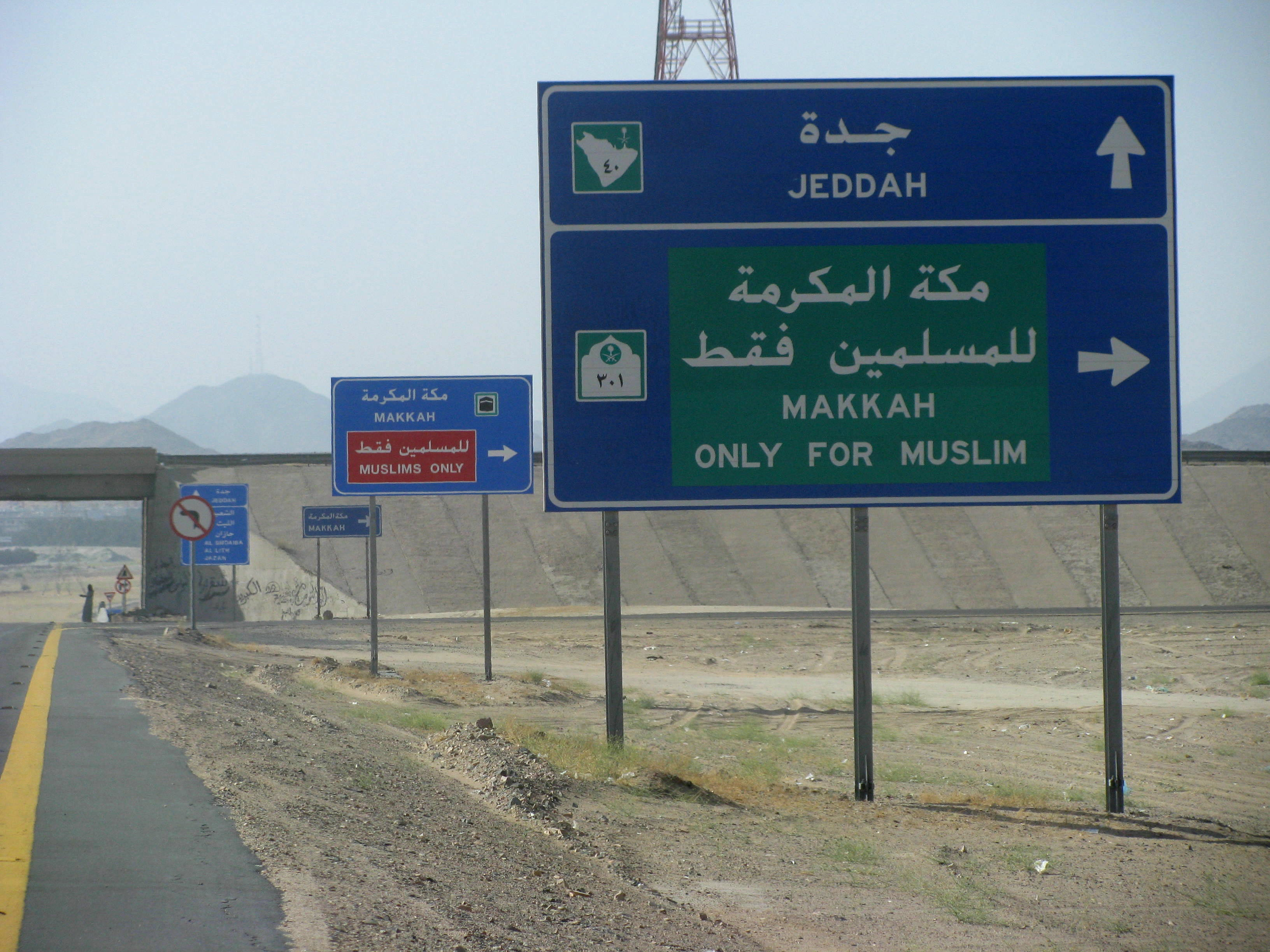
Der Zutritt zum Haram ist nur Muslimen gestattet. Diese Schilder auf einer Autobahn in Saudi-Arabien weisen deshalb darauf hin, dass Nichtmuslime nicht nach rechts abbiegen dürfen.

Für den Haram von Mekka gelten nach klassischer islamischer Lehre eine ganze Anzahl von Sonderbestimmungen. Nach al-Māwardī lassen sie sich in fünf Gruppen gliedern:
1. Muslime, die von außerhalb kommen, dürfen den Haram nur im Weihezustand betreten, wobei bei dem Weihezustand spezifiziert werden muss, ob er dem Haddsch oder der ʿUmra gilt. Ausgenommen sind nur Personen, die aus beruflichen Gründen täglich die Grenze zum Haram überqueren.[32]
2. Innerhalb des Harams gilt ein Kampfverbot. Ob dies auch für die Bekämpfung von Rebellen gilt, ist unter den muslimischen Gelehrten umstritten. Unterschiedliche Ansichten gab es auch hinsichtlich des Vollzugs von Hadd-Strafen. Während asch-Schāfiʿī diesen auf dem Gebiet des Haram für zulässig hielt, meinte Abū Hanīfa, dass eine Hadd-Strafe nur dann auf dem Haram vollzogen werden dürfe, wenn auch das zugrundeliegende Delikt auf dem Gebiet des Harams begangen wurde.[33]
3. Jagdwild (ṣaid), das sich auf dem Gebiet des Haram befindet, darf nicht getötet werden; bereits gefangene Tiere müssen freigelassen werden. Das Tötungsverbot gilt nicht für schädliche Raubtiere (sibāʿ) und Kriechtiere (ḥašarāt al-arḍ). Auch das Schlachten und Halten von Haustieren ist erlaubt.[34]
4. Wildgewachsene Pflanzen des Haram dürfen nicht abgeschnitten werden, im Gegensatz zu Pflanzen, die von Menschen gepflanzt wurden, für die dieses Verbot nicht gilt. Verstöße gegen das Verbot müssen durch Opferhandlungen gesühnt werden. So muss für die Fällung eines großen Baumes eine Kuh und für die Fällung eines kleinen Baumes ein Schaf geopfert werden.[35]
5. Nicht-Muslime dürfen den Haram nicht betreten. Grundlage für diese Regel ist Sure 9:28: "Die Beigeseller sind wahrlich unrein. Daher sollen sie nach Ablauf dieses Jahres der Heiligen Moschee nicht mehr nahekommen." Während nach asch-Schāfiʿī dieses Verbot so auslegte, dass Nicht-Muslime sich weder auf dem Haram aufhalten, noch ihn passieren dürfen, urteilte Abū Hanīfa, dass gegen ein Passieren nichts einzuwenden sei, solange die Person sich nicht auf dem Haram ansiedelt.[36]

Was die Pflanzen des Haram anlangt, so unterscheidet ʿAlī al-Qārī vier Arten: (1) Pflanzen, die von Menschen gepflanzt sind und von der Art sind, wie sie die Menschen gewöhnlich anbauen wie zum Beispiel Getreide; (2) Pflanzen, die von Menschen gepflanzt sind, aber gewöhnlich nicht von Menschen angebaut werden wie zum Beispiel der Arāk-Baum; (3) Pflanzen, die selbst gewachsen sind, aber gewöhnlich von Menschen angebaut werden; (4) Pflanzen, die selbst gewachsen sind und gewöhnlich nicht von Menschen angebaut werden wie zum Beispiel Acacia gummifera (umm ġīlān). Während die drei ersten Arten abgeschnitten und ausgerissen werden dürfen, ist das Abschneiden und Ausreißen der vierten Art für Menschen im Weihezustand verboten. Ausgenommen sind von diesem Verbot nur vertrocknete Pflanzen und das Idhchir, das schon in dem oben genannten Hadith von ʿAbdallāh ibn ʿAbbās erwähnt wird.

### Der Hill als Vorbereich des Haram

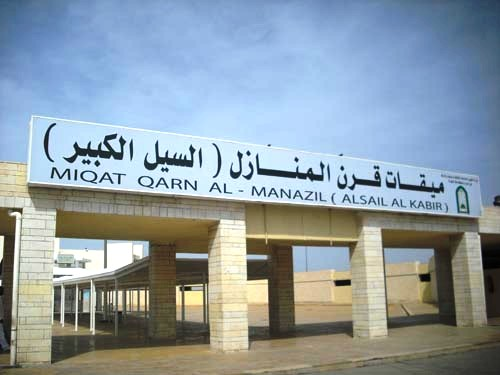
Der Mīqāt Qarn al-Manāzil, einer der Übergangspunkte zum Hill

Der Hill (حل / ḥill / ‚erlaubter, profaner Bezirk‘) ist ein äußerer Ring, der den Haram umgibt und einen Vorbereich der Heiligkeit darstellt. Wie der Haram hat auch er an der Außengrenze Übergangspunkte, die sogenannten mawāqīt (von Singular mīqāt). Insgesamt ist somit die Kaaba von drei konzentrischen Ringen umgeben: Den engsten Ring bildet die Heilige Moschee, den zweiten Ring der Haram, und den dritten der Hill mit den Mawāqīt.
Jeder, der den dritten Ring mit der Absicht, in den Haram einzutreten, überschreitet, hat die Pflicht, sich in den Ihrām-Zustand zu begeben. Hierzu gehört das Anlegen spezieller Kleidung und das Rezitieren der Talbiya. Grundsätzlich gilt, dass Pilger, die in den Weihezustand eintreten wollen, das jeweils an dem Mīqāt tun müssen, der für ihre Region vorgesehen ist. Die einzelnen Mawāqīt sind:
| Mīqāt           | Lage | Entfernung von Mekka             | für Pilger aus...                                          |
| --------------- | --- | -------------------------------- | ---------------------------------------------------------- |
| Dhū l-Hulaifa   | 10 km südlich von Medina | 10 Tagesreisen                   | Medina                                                     |
| Al-Dschuhfa     | in der Nähe von Rābigh nord-nordwestlich von Mekka                                                                                            | 3 Tagesreisen, bzw. ca. 200 km   | Syrien, Ägypten und dem Maghreb, die über Tabūk einreisen. |
| Qarn al-Manāzil | östlich von ʿArafāt | 2 Tagesreisen                    | dem Nadschd                                                |
| Yalamlam        | Berg in der Tihāma | 2 Tagesreisen                    | dem Jemen                                                  |
| Dhāt ʿIrq       | Grenze zwischen der Tihama und dem Nadschd, nordöstlich von Mekka. Der Ort ist nach dem Berg ʿIrq benannt, der sich hier über dem Tal erhebt. | 2 Tagesreisen, bzw. 94 Kilometer | dem Irak, Persien und Zentralasien.                        |

### Die Tauben des Haram

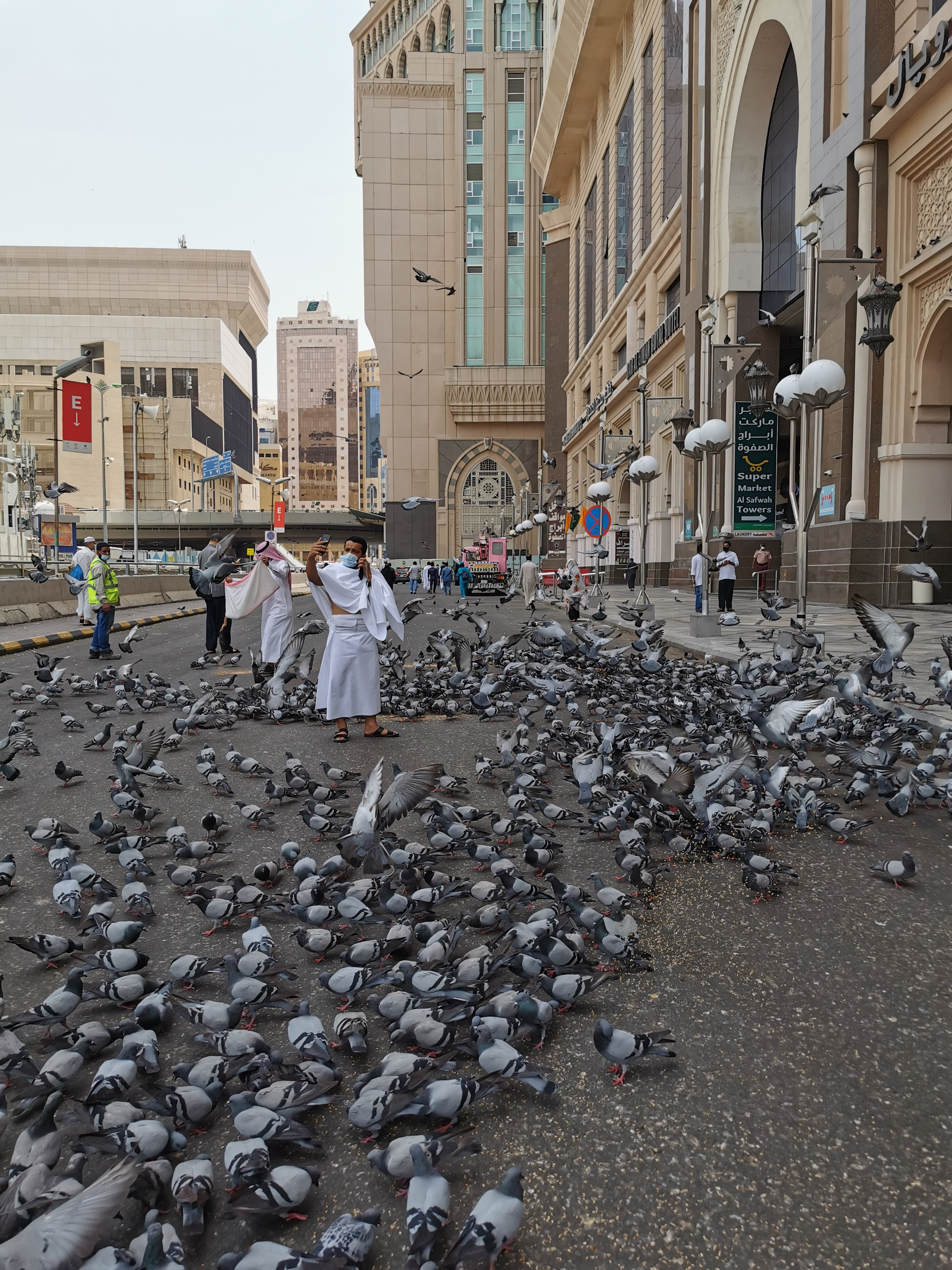
Pilger mit Tauben in Mekka

Diejenigen Tiere, die am meisten von dem im Haram von Mekka geltenden Jagdverbot profitierten, waren die Tauben. Die Tötung einer Taube kann nach Auffassung der frühen muslimischen Gelehrten nur durch Opferung eines Schafs, dessen Fleisch als Almosen an die Armen verteilt wurde, wieder gutgemacht werden. Wer das Ei einer Taube zerbrochen hatte, musste als Sühneleistung einen halben oder ganzen Dirham zahlen. Auch im schiitischen Recht galten die Tauben des Haram als heilig. Der schiitische Gelehrte al-Muhaqqiq al-Hillī (gest. 1277) erklärt, dass derjenige, der einer Taube des Haram eine oder mehrere Federn ausgerissen habe, als Wiedergutmachung eine Almosenzahlung zu leisten und mit eigenen Händen zu verteilen habe.
Über die Tauben des Haram waren auch einige Legenden im Umlauf. Der persische Geograph Ibn Rusta meinte, dass es zu den Besonderheiten des Haram von Mekka gehöre, dass sich keine Taube auf der Kaaba niederlasse, wenn sie nicht krank sei.
Auch Ibn Dschubair, der im späten 12. Jahrhundert Mekka besuchte, kennt diese Legende. Er behauptete, dass sich nie eine der Tauben des Haram auf der Kaaba niederlassen würde. Wenn eine Taube über den Haram fliege, werde sie beim Anflug auf die Kaaba nach rechts oder links abdrehen. Er berichtet auch, dass die Tauben des Haram unzählig waren und ihre Sicherheit sprichwörtlich sei.
Wie John Lewis Burckhardt berichtet, saßen am Anfang des 19. Jahrhunderts arabische Frauen im Moscheehof auf Strohmatten und verkauften Hirse- und Gerstenkörner an die Pilger, die damit die Tauben des Haram fütterten. Der ägyptische Gelehrte Muhammad Labīb al-Batānūnī (gest. 1938), der 1910 nach Mekka reiste, berichtet, dass die Tauben des Haram, die „Tauben des Schutzbezirks“ (ḥamām al-ḥimā) genannt wurden, zu seiner Zeit die Dächer, Durchgänge und Bögen der Heiligen Moschee anfüllten. Sie hätten sich hier und dort eingenistet und ließen sich in großen Scharen an verschiedenen Stellen des Sahn nieder, insbesondere auf der östlichen Seite. Dort hatten sie eine spezielle Stelle mit Tränken, die für sei eingerichtet waren. Daneben befand sich eine Stelle, an die für sie Weizenkörner geworfen wurden, für die eine spezielle Stiftung eingerichtet worden war. Zur großen Verehrung dieser Tauben trug auch die Überlieferung bei, wonach sie zu den Nachkommen der Taube gehörten, die vor der Höhle gebrütet hatte, in der sich Mohammed und Abū Bakr verborgen hatten.

### Der Scheich des Haram
Während der osmanischen Zeit führte der osmanische Gouverneur in Dschidda den Titel „Scheich des Haram“ (šaiḫ al-ḥaram). Er war für die gesamten frommen Stiftungen zur Unterhaltung der Heiligen Stätten zuständig und hatte sich jedes Jahr nach Mekka zu begeben, um die Wallfahrt zu überwachen. Ihm war auch das gesamte Personal der Heiligen Moschee unterstellt.

## Der Haram von Medina

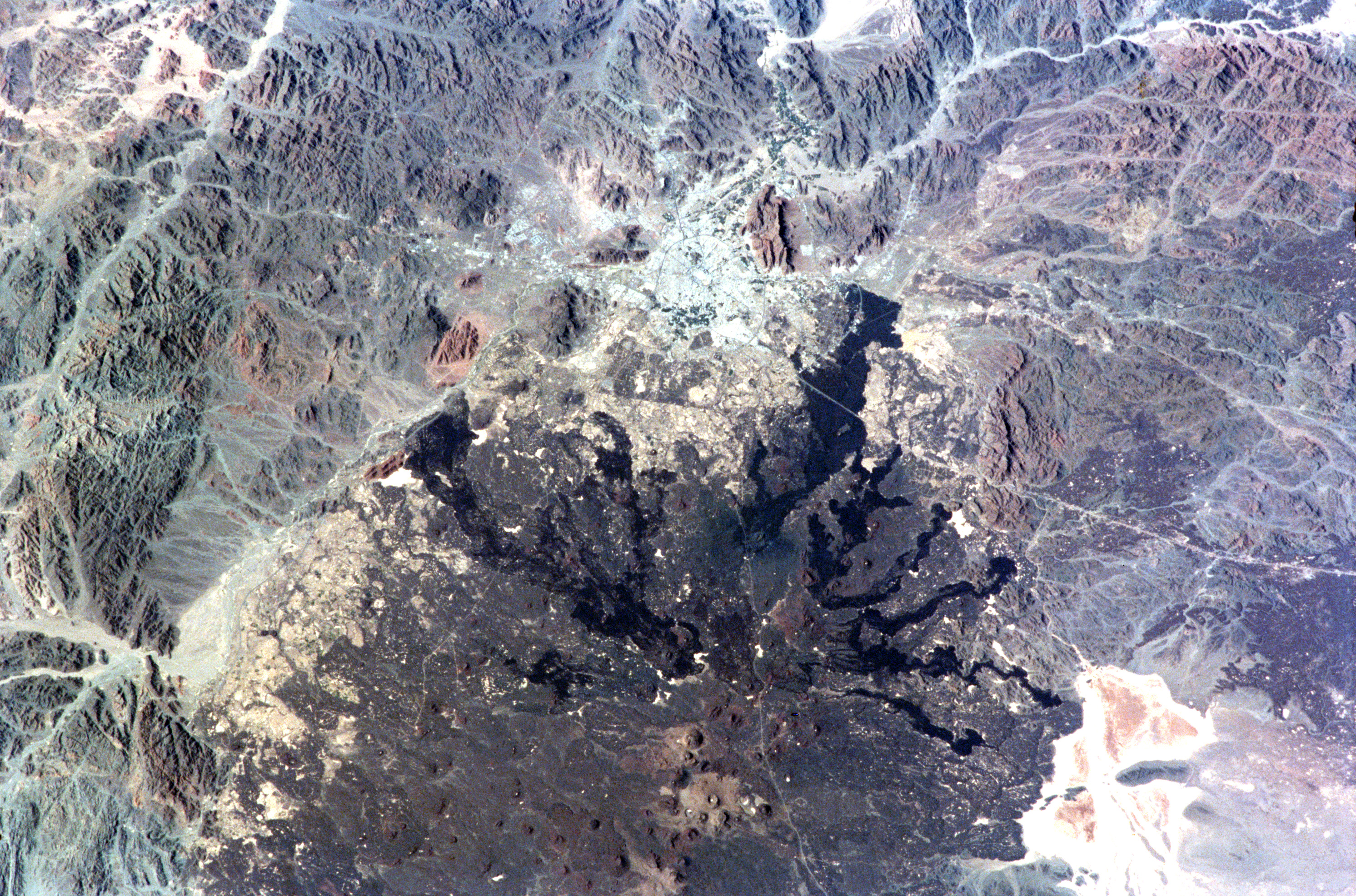
Satellitenbild von Medina und dem südlich davon befindlichen Lavafeld Harrat Rahat. Die Talsenke von Medina, die zum Haram erklärt wurde, ist im oberen Teil des Bildes klar erkennbar.

### Begründung durch Mohammed
Nach seiner Übersiedlung nach Medina, das damals noch Yathrib genannt wurde, erklärte Mohammed auch das Tal dieses Ortes zum Haram. Dies geht unter anderem aus der Gemeindeordnung von Medina hervor. In der Variante, die Ibn Hischām von diesem Dokument überliefert, wird am Ende erklärt: "Das Tal (ǧauf) von Yathrib ist für die Genossen dieser Schrift unantastbar (wa-inna Yaṯrib ǧaufa-hā ḥarām li-ahli hāḏihī ṣ-ṣaḥīfa)". In einer anderen Variante des Dokuments, die bei Abū ʿUbaid ibn Sallām (gest. 838) überliefert ist, steht in dem betreffenden Passus nicht ḥarām, sondern ḥaram. Der Unterschied erklärt sich wahrscheinlich damit, dass in der islamischen Frühzeit der Unterschied nicht immer in der Schrift zwischen langem und kurzem a gekennzeichnet wurde. Ganz gleich welcher Lautung man folgt, der Text zeigt, dass die Unterzeichner des Dokuments das Gebiet von Medina als einen unantastbaren Haram anerkannten, denn ḥarām ist nur ein von ḥaram abgeleitetes Adjektiv. Zu den Unterzeichnern des Dokuments gehörten die Auswanderer aus Mekka, die Aus und die Chazradsch aus Medina und einige jüdische tribale Gruppierungen.
Es wird angenommen, dass die Transformierung des Gebietes von Medina in einen Haram 628 nach dem Feldzug nach Chaibar erfolgte, weil es einen von Anas ibn Mālik überlieferten Hadith gibt, der dies besagt. In diesem Hadith, der auch Aufnahme in den Sahīh al-Buchārī gefunden hat, wird Anas ibn Mālik mit den Worten zitiert:

„Ich zog als Diener mit dem Gottesgesandten nach Chaibar hinaus. Als der Prophet zurückkehrte und vor ihm Uhud erschien, sagte er: 'Das ist ein Berg, der uns liebt und den wir lieben.' Dann zeigte er mit seiner Hand auf Medina und sagte: 'O Gott. Ich mache das, was zwischen seinen beiden Lavafeldern liegt, unantastbar, so wie Abraham Mekka unantastbar gemacht hat.'“

Nach einem Hadith, den Abū Yūsuf in seinem Kitāb al-Ḫarāǧ anführt, verwendete Mohammed für Medina sogar den koranischen Ausdruck ḥaram āmin ("sicherer Haram").
Harry Munt vermutet, dass die Einrichtung eines Harams in Medina zum einen die Funktion hatte, die langjährigen Konflikte zwischen den verschiedenen tribalen Gruppierungen innerhalb dieses Gebietes zu beenden, denn ein Haram schloss ja das Verbot von Kampf und Streit ein, zum anderen wie bei dem Haram von Buss als symbolisches Mittel diente, um nach außen die eigene Macht und Unabhängigkeit anzuzeigen, was für Mohammed in seiner Auseinandersetzung mit den Quraisch von Mekka sehr wichtig war.

### Grenzen
Über die Grenzen des Haram von Medina gibt es eine ganze Anzahl von Hadithen. Über die darin vorkommenden Toponyme herrscht allerdings große Verwirrung, weil bei den meisten von ihnen schon früh in Vergessenheit geraten ist, auf welche Lokalitäten sie sich beziehen. Der Begriff ǧauf ("Tal"), der in der Gemeindeordnung von Medina zur Abgrenzung verwendet wird, kommt in keinem dieser Hadithe vor. Hieraus schließt Munt, dass die Grenzen des medinischen Haram nach der Abfassung dieses Dokuments mehrfach verändert wurden.
Von Mālik ibn Anas (gest. 795) wird die Auffassung überliefert, dass der Haram von Medina eigentlich aus zwei Harams besteht, einem Haram für Vögel und Wildtiere, der vom östlichen zum westlichen Lavafeld reicht, und einem Haram für Bäume, der sich in jede Richtung über einen Barīd erstreckt. Munt nimmt an, dass sich die beiden Harams überlappten und der Haram der Tiere der engere Haram war, in dem auch ein allgemeines Tötungsverbot galt, während der äußere Haram eigentlich ein Himā ("Schutzzone") war; dies schließt er daraus, dass verschiedene Traditionen aus der Umaiyadenzeit für Medina einen Himā erwähnen.
Der Geograph Schams ad-Dīn al-Maqdisī, der Ende des 10. Jahrhunderts lebte, erklärte dagegen lapidar: „Was sich zwischen den beiden Lavafeldern von Medina befindet, ist ein Haram wie der Haram von Mekka.“
Hierbei orientierte er sich wahrscheinlich an dem Hadith von Anas ibn Mālik.

### Diskussionen über Haram-Status und Haram-Regeln
Schon zur Zeit der Prophetengefährten wurden Diskussionen über den Haram-Status von Medina geführt. Als der Kalif Marwān ibn al-Hakam einmal eine Predigt hielt, in der er die Heiligkeit von Mekka erwähnte, unterbrach ihn Rāfiʿ ibn Chadīdsch (gest. 693) aus dem medinischen Stamm der Aus und erinnerte ihn daran, dass nicht nur Mekka, sondern auch Medina ein Haram sei. Er sei vom Gottesgesandten zum Haram erklärt worden. Rāfiʿ teilte mit, dass dies auf einem Pergament niedergeschrieben sei, das er ihm vorlesen könne. Marwān antwortete daraufhin, dass ihm dies bereits zu Ohren gekommen sei.
Ausgiebige Diskussionen über den Haram-Status von Medina wurden auch innerhalb des Fiqh geführt. Von dem sechsten Imam Dschaʿfar as-Sādiq (gest. 765) wird überliefert, dass er auf die Frage, ob in dem medinischen Haram die gleichen Verbote gelten wie in dem mekkanischen Haram, eine verneinende Antwort gab. Abū Hanīfa (gest. 767) soll die Sonderstellung von Medina nicht anerkannt und es für erlaubt gehalten haben, auf seinem Gebiet Wild zu jagen und Pflanzen abzuschneiden. Ibn Abī Schaiba (gest. 849) berichtet von ihm, dass er die Hadithe zum medinischen Haram nicht für belastbar hielt. Auch der Hanafit at-Tahāwī (gest. 933) stellte bei Medina die Existenz eines Haram in Frage. Dabei argumentierte er mit einem Hadith, wonach Mohammed einem Jungen erlaubt hatte, einen kleinen Vogel auf dem Gebiet des Haram gefangen zu nehmen, sowie mit der Tatsache, dass anders als bei Mekka Personen, die Medina betreten wollen, nicht in den Weihezustand eintreten müssen. Dies wurde zur Standard-Position hinsichtlich dieser Frage bei den Hanafiten.
Ahmad ibn Hanbal (gest. 855) überlieferte dagegen einen Hadith, demzufolge Mohammed Medina nicht nur zum Haram erklärt, sondern diesen auch mit einer ganzen Anzahl von Verboten versehen hatte. Nach diesem Hadith hatte Mohammed gesagt:

„Jeder Prophet hat einen Haram, und mein Haram ist Medina. O Gott, ich mache es aufgrund Deiner heiligen Dinge unantastbar, auf dass der Rechtsbrecher nicht beherbergt wird, seine Kräuter nicht abgepflückt, seine Dornen nicht abgeschnitten werden, und seine Fundsachen nicht aufgegriffen werden, außer von demjenigen, der sie ausruft.“

Hanbaliten, Schafiiten und Malikiten haben den Haram-Status von Medina später immer wieder bekräftigt, allerdings auch deutlich gemacht, dass Verstöße gegen die Haram-Regeln nicht geahndet werden.
Abū Sulaimān al-Chattābī (gest. 998) meinte, dass Mohammed die Stadt Medina nur zur „Verehrung ihrer Heiligkeit“ (taʿẓīm ḥurmatihā) zum Haram erklärt habe, nicht aber, um ihre wilden Tiere und Pflanzen für unantastbar zu erklären. Eine ähnliche Position außerhalb des Fiqh nahm al-Dschāhiz (gest. 869) ein. Er äußerte in seinem Kitāb al-Ḥayawān die Vermutung, dass Medina mit der Erhebung zum Haram zu einem Zeichen (āya) Gottes gemacht worden sei, was sich an dem guten Duft zeige, der von seinem Boden ausgehe. Der medinische Lokalhistoriker as-Samhūdī (gest. 1533) begründete den Haram-Status von Medina mit der Verehrung Mohammeds, der hier gewirkt hatte, sprach aber auch den Haram-Regeln Geltung zu. In seiner medinischen Lokalgeschichte Wafāʾ al-wafā bi-aḫbār Dār al-Muṣṭafā schreibt er:

„Wisse, dass das, was man der Einrichtung des Haram entnehmen kann, die Erhebung und Verehrung des edlen Medina ist, weil sich hier das edelste der Geschöpfe (sc. Mohammed) niedergelassen hat und sich sein strahlender Glanz und seine Segnungen auf seinem Land verbreitet haben. So wie Gott für sein Haus (sc. die Kaaba) einen Haram eingerichtet hat, das seiner Verehrung dient, hat er auch für seinen Geliebten und sein edelstes Geschöpf aus dem, was seinen Ort umgibt, einen Haram geschaffen. Seine Regeln sind zwingend und seine Segnungen sind erreichbar. Was es hier an Gutem, an Segen, strahlendem Glanz, kurz- und langfristigem Frieden gibt, kann nirgendwo anders gefunden werden.“

Obwohl der Haram-Status von Medina umstritten war, wurden Mekka und Medina seit dem 11. Jahrhundert häufig als die "beiden Harams" (al-ḥaramān, beziehungsweise flektiert al-ḥaramain) bezeichnet. Der Ausdruck kommt zum Beispiel in dem Ehrentitel Imām al-Ḥaramain ("Imam der beiden Harams") von al-Dschuwainī (gest. 1085) vor.

## Der Haram von Waddsch

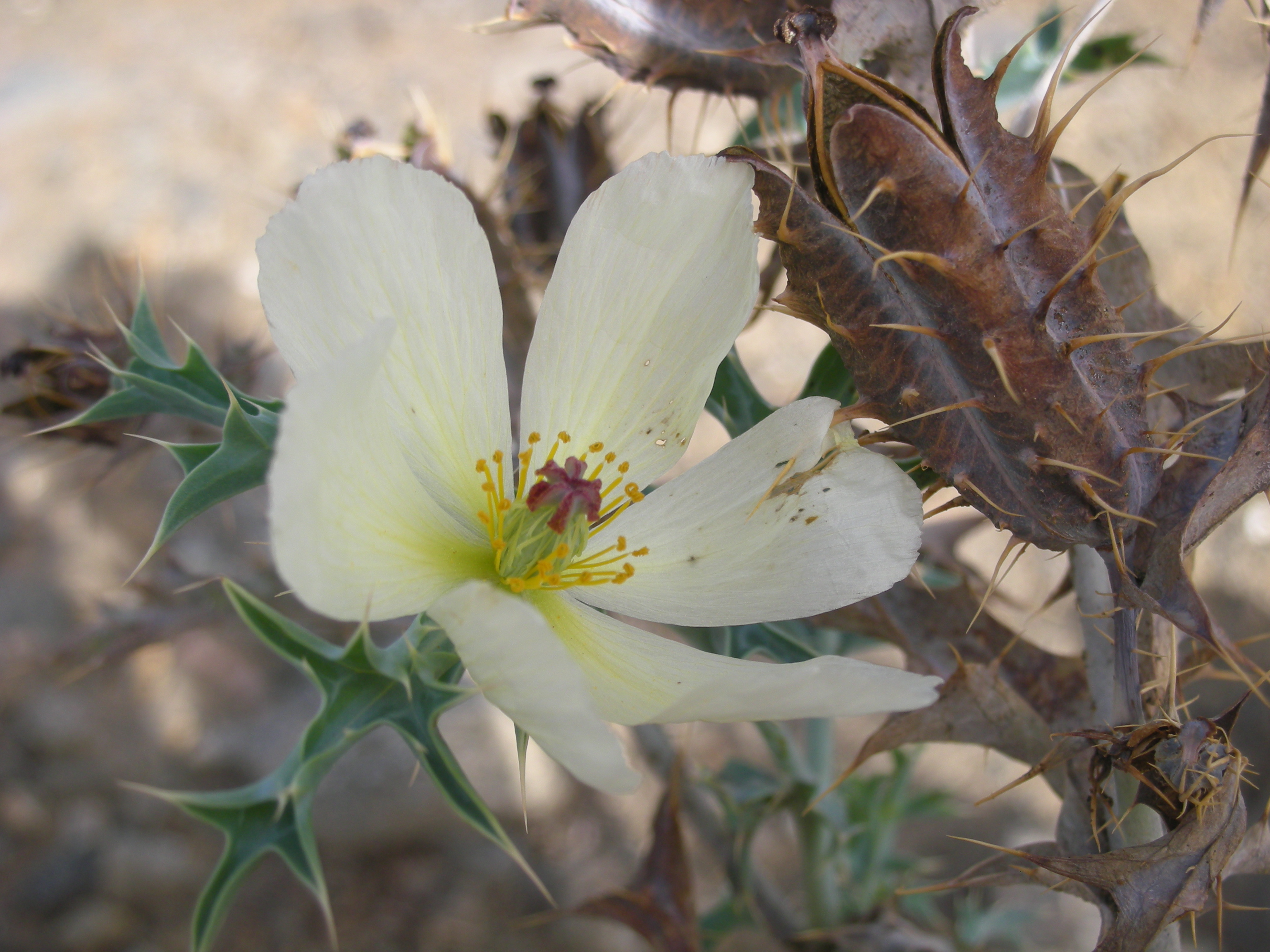
Dornensträucher bei asch-Schifā, einer bekannten Sommerfrische im Tal von at-Tā'if

Nach der Einnahme von Mekka im Jahre 630 erkannte Mohammed in einem Vertrag mit dem Stamm der Thaqīf das Tal Waddsch, in dem at-Tā'if liegt, als Haram an. Es war somit verboten, dort Pflanzen abzuschneiden oder wilde Tiere zu jagen. Der mit den Thaqīf abgeschlossene Vertrag bestimmte auch, dass diese ein Vorrecht auf das Tal Waddsch hatten, niemand ohne ihre Erlaubnis die Stadt betreten durfte und die Gouverneure der Stadt immer aus ihren Reihen kommen sollten. Auf diese Weise versuchte Mohammed, einen langanhaltenden Streit zwischen den Thaqīf und den Quraisch um die Nutzung der Gärten von Waddsch zu beenden.
Das Abkommen verlor allerdings schnell an Bedeutung, weil at-Tā'if kurze Zeit später vollständig in den von Mohammed gegründeten Staat integriert wurde. Noch zu Lebzeiten Mohammeds wurde ein Quraischit, ʿUthmān ibn Abī l-ʿĀs, zum Gouverneur von at-Tā'if ernannt, und ein anderer Quraischit, Saʿd ibn Abī Waqqās, übernahm die Verwaltung des Schutzbezirks (ḥimā) von Waddsch.
Nach einem Hadith, den Ahmad ibn Hanbal in seinem Musnad überliefert, hat der Prophetengefährte az-Zubair ibn al-ʿAuwām Mohammed sagen hören: „Die Wildtiere und Dornsträuche von Waddsch sind ein Haram, der um Gottes willen unantastbar gemacht ist.“ Auf der Grundlage dieses Hadithes und der Überlieferung über den Vertrag zwischen Mohammed und den Thaqīf hat asch-Schāfiʿī gelehrt: „Waddsch ist ein Haram, dessen Wildtiere und Bäume unantastbar sind.“ Die meisten anderen sunnitischen Gelehrten betrachteten den genannten Hadith jedoch als schwach und haben deswegen den Haram-Status von Waddsch nicht anerkannt.
Neben diesen Diskussionen über den Haram-Status von Waddsch gibt es andere Aussagen, die dem Tal explizit Heiligkeit zusprechen. So hat der medinische Rechtsgelehrte Saʿīd ibn al-Musaiyab von ʿUmar ibn al-Chattāb überliefert, dass er Waddsch als ein „heiliges Tal“ (wādī muqaddas) bezeichnet hat. Und Abū ʿUbaid al-Bakrī (gest. 1094) zitiert in seinem geographischen Wörterbuch Kitāb al-Muʿǧam mā staʿǧam einen anonymen Autor mit der Aussage: „Waddsch ist ein heiliges Tal. Von ihm ist der Herr - gesegnet und erhaben ist Er - in den Himmel aufgefahren, als er die Erschaffung von Himmel und Erde vollendet hatte.“

## Als Bezeichnung für die Heiligtümer in Jerusalem und Hebron

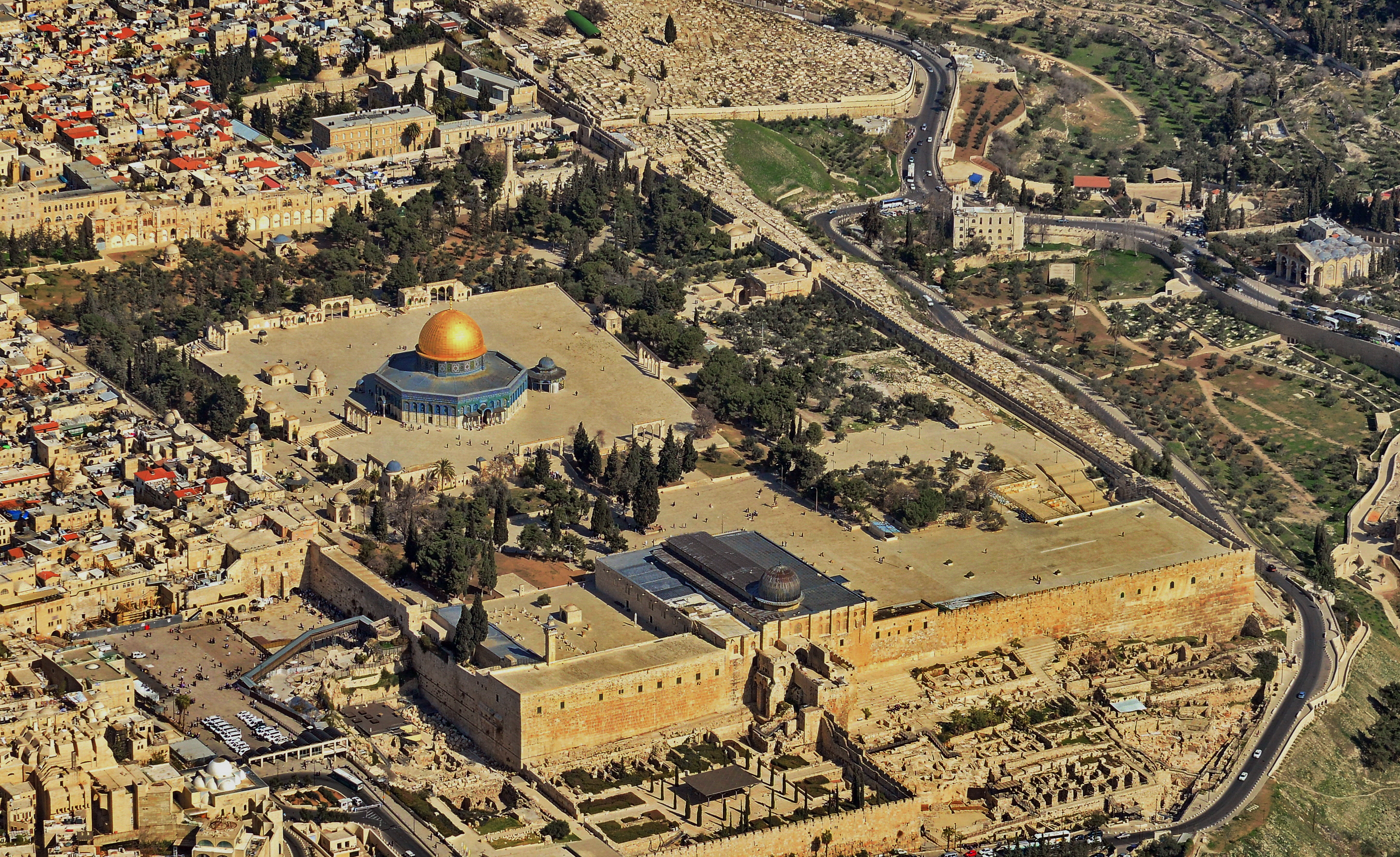
Der Tempelberg in Jerusalem wird erst seit dem späten 12. Jahrhundert als Haram betrachtet.

In einigen orientalistischen Werken wird der Begriff Haram schon für die frühislamische Zeit als Bezeichnung für den Jerusalemer Tempelberg verwendet, allerdings ist dies ein Anachronismus, denn es gibt keinerlei Belege dafür, dass man vor dem späten 12. Jahrhundert Jerusalem oder den Tempelberg als Haram bezeichnet hat.

### Die Predigt Ibn Zakī ad-Dīns und der Friede von Jaffa
Eine Tendenz, auch Jerusalem einen Haram zuzuschreiben, zeigt sich erstmals nach der islamischen Rückeroberung der Stadt von den Kreuzfahrern durch Saladin im Jahre 1187. Wie verschiedene arabische Quellen berichten, hielt der Damaszener Rechtsgelehrte Ibn Zakī ad-Dīn (gest. 1202) am Freitag nach Eroberung der Stadt im Auftrag von Saladin eine berühmte Predigt, in der er Jerusalem als „die erste der beiden Qiblas, die zweite der beiden Moscheen und den dritten der beiden Harams“ (auwal al-qiblatain wa-ṯānī al-masǧidain wa-ṯāliṯ al-ḥaramain) pries. Mit dem Ausdruck „erste der beiden Qiblas“ spielte er darauf an, dass in der Anfangszeit des Islams Jerusalem eine Zeitlang als Qibla gedient hatte, und mit dem Ausdruck „zweite der Moscheen“ bezog er sich auf die Überlieferung von Mohammeds Nachtreise von der Heiligen Moschee zur al-Aqsa-Moschee in Jerusalem. Der Ausdruck „dritter der beiden Harams“, der eigentlich ein Oxymoron darstellte, machte klar, dass Jerusalem zwar kein Haram ist, ihm aber doch gleichkommt. Eine arabische Inschrift, die vier Jahre später, 1191, in der Qubbat Yūsuf auf dem Tempelberg angebracht wurde, trennte dagegen noch deutlich zwischen dem Status der beiden Städte im Hedschas auf der einen und Jerusalem auf der anderen Seite. Hier wird Saladin als „Diener der beiden edlen Haram-Bezirke und dieses geheiligten Hauses“ (ḫādim al-ḥaramain aš-šarīfain wa-hāḏa al-bait al-muqaddas) bezeichnet.
Spätestens im frühen 13. Jahrhundert war der Ausdruck al-ḥaram aš-šarīf („der edle Haram“) für den Tempelberg jedoch fest etabliert. So berichtet der arabische Geschichtsschreiber Ibn Wāsil (gest. 1298) in seiner Aiyubiden-Chronik Mufarriǧ al-kurūb fī aḫbār Banī Aiyūb, dass der 1229 zwischen al-Malik al-Kāmil und Friedrich II. geschlossene Friede von Jaffa, durch den der Großteil Jerusalems den Christen zurückgegeben wurde, die Regelung vorsah, dass der "edle Haram mit dem darauf befindlichen geheiligten Felsen und der al-Aqsā-Moschee" in der Hand der Muslime verbleiben sollte; das „Symbol des Islams“ (šiʿār al-islām) sollte auf ihm sichtbar sein, die Franken sollten den Ort nur zum Besuch betreten dürfen, und muslimische Beamte sollten den Ort verwalten.

### Mamlukische Periode

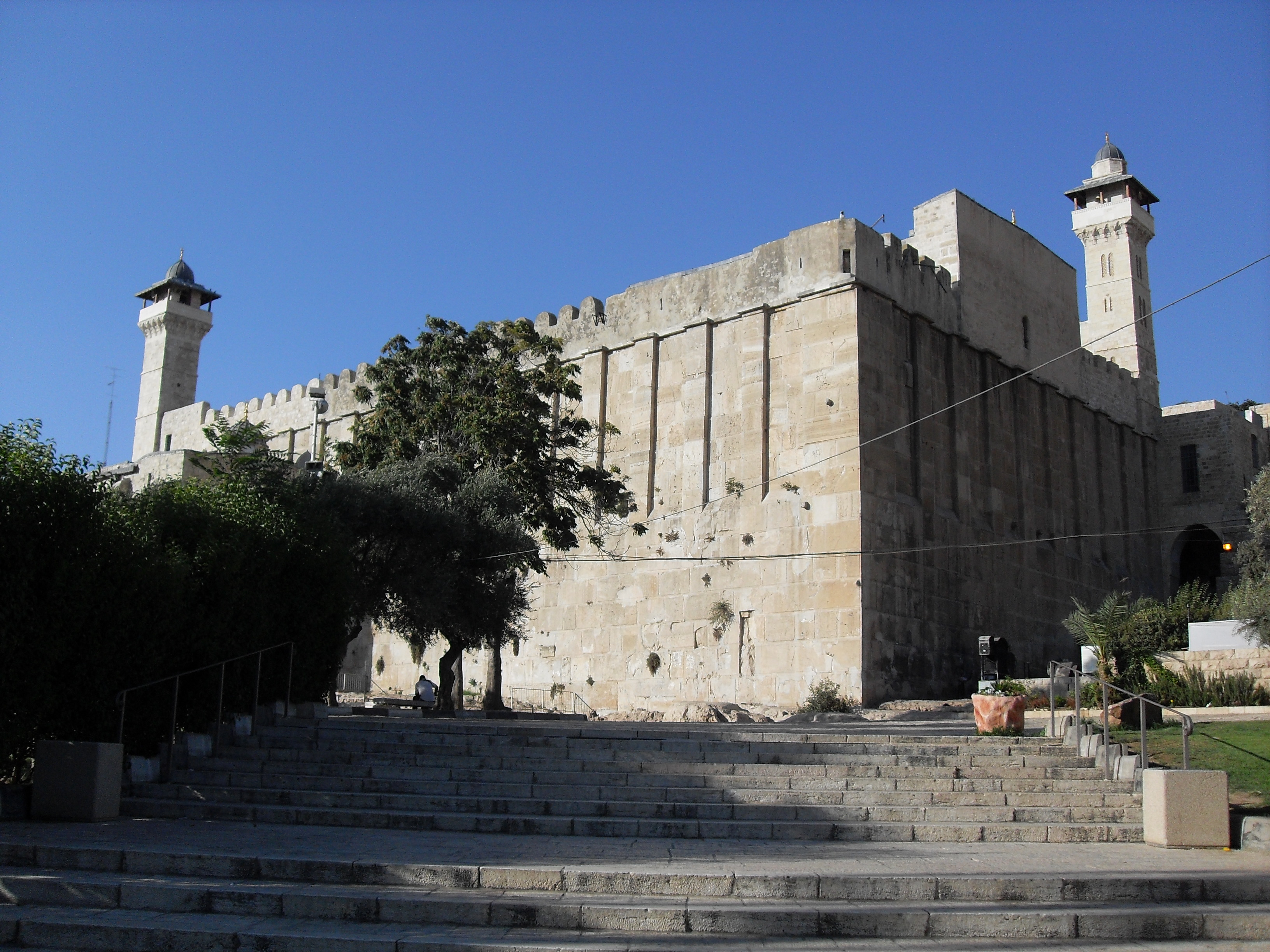
Das Grab der Patriarchen in Hebron, gilt seit dem späten 13. Jahrhundert ebenfalls als Haram.

Spätestens zur Zeit des mamlukische Sultans az-Zāhir Baibars (reg. 1260–1277) wurde auch das Grab der Patriarchen in Hebron als Haram betrachtet. Dies geht aus einer kurzen Notiz des syrischen Historikers ʿIzz ad-Dīn Ibn Schaddād (gest. 1285) hervor, der davon berichtet, dass dieser Herrscher den Haram von Hebron getüncht, seine zerfallenen Türen und Reinigungsbecken hergerichtet, den Boden mit Platten ausgelegt und sein Personal mit Gehältern versehen habe. Dass das Heiligtum von Hebron nun als Haram betrachtet wurde, hängt möglicherweise damit zusammen, dass az-Zāhir Baibars 1266 den Juden und Christen den Zugang zu ihm verboten hat. Die Anzahl der Haram-Bezirke stieg somit insgesamt auf vier an: Auf das Jahr 697 der Hidschra (= 1297/8 n. Chr.) ist eine Ernennungsurkunde für einen "Aufseher der beiden edlen Haram-Bezirke Mekka und Medina und der beiden Harams Jerusalem und Hebron" (nāẓir al-ḥaramain aš-šarīfain Makka wa-l-Madīna wa-ḥaramai al-Quds wa-l-Ḫalīl) ausgestellt. Gegen diese extensive Verwendung des Haram-Begriffs wandte sich schon im 14. Jahrhundert Ibn Taimīya (gest. 1328). Er schrieb in einer seiner Fatwas:

„Einen Haram gibt es weder in Jerusalem (Bait al-Maqdis) noch an dem Grabmal von Hebron (turbat al-Ḫalīl), noch an irgendwelchen anderen Stellen, sondern nur an drei Orten: der erste ist der Haram von Mekka, nach übereinstimmender Auffassung aller Muslime; der zweite ist der Haram des Propheten (sc. in Medina) […] nach Auffassung der Mehrzahl der Gelehrten wie Mālik, asch-Schāfiʿī und Ahmad, und hierüber gibt es reichliche gültige Hadithe; und der dritte ist Waddsch, ein Tal in at-Tā'if, […] und dies ist ein Haram nach asch-Schāfiʿī, weil er den Hadith für richtig hält. Nach Auffassung der meisten Gelehrten ist es jedoch kein Haram. […] Was aber über diese drei Orte hinausgeht, wird von keinem einzigen der muslimischen Gelehrten als Haram betrachtet. Denn ein Haram ist das, bei dem Gott die Wildtiere und Pflanzen für unantastbar gemacht hat. Gott hat das aber bei keinem anderen Ort außer diesen dreien getan.“

Ähnlich ablehnend äußerte sich auch der Jerusalemer Gelehrte Ibn Tamīm al-Maqdisī (gest. 1364), der wenige Zeit später ein Buch über den Besuch von Jerusalem und verschiedenen anderen Pilgerorten in Syrien verfasste. In einer langen Liste von Namen für Jerusalem und sein Heiligtum erklärt er dort, man möge die Moschee von Jerusalem (masǧid Bait al-Maqdis) nicht Haram nennen.
Dennoch wurde es allgemein üblich, die beiden Pilgerstätten in Jerusalem und Hebron als Harams zu betrachten. Das Amt des Nāẓir al-Ḥaramain („Aufseher der beiden Haram-Bezirke“) bestand die gesamte Mamlukenzeit weiter, war aber nicht mehr mit einer Zuständigkeit für Mekka und Medina verbunden, sondern bezog sich nur noch auf Jerusalem und Hebron. Der Nāẓir al-Ḥaramain war ein hochwürdiger Beamter, der für die Erhaltung der beiden Heiligtümer und die Verwaltung ihrer Stiftungen zuständig war und neben Verwaltungsgeschick auch Frömmigkeit aufweisen musste. Häufig wurde dieses Amt mit anderen Ämtern kombiniert wie zum Beispiel mit dem Gouverneursposten von Jerusalem. Der hanbalitische Gelehrte Mudschīr ad-Dīn al-ʿUlaimī (1456–1522), der eine Geschichte von Jerusalem und Hebron abfasste, deutet dort auch den Titel „Diener der beiden edlen Haram-Bezirke“ um, indem er ihn auf diese beiden Städte bezieht. Den herrschenden mamlukischen Sultan Kait-Bay (reg. 1468–1496) tituliert er als „Diener der beiden edlen Haram-Bezirke, der al-Aqsa-Moschee und der Moschee von Hebron, Sonne und Mond“.

### Osmanische Periode
Die osmanischen Herrscher scheinen den Haram-Begriff bis ins 19. Jahrhundert für Jerusalem kaum verwendet zu haben. Als 1817 Mahmud II. umfangreiche Renovierungsarbeiten an den Bauwerken auf dem Tempelberg vornehmen ließ, wurden darüber an fünf verschiedenen Stellen, darunter auch im Felsendom, Inschriften angebracht. In diesen Inschriften wird der osmanische Sultan tituliert als „Diener der beiden edlen Haram-Bezirke und dieser fernsten Moschee, der ersten der beiden Qiblas“ (ḫādim al-ḥaramain aš-šarīfain wa-hāḏā al-masǧid al-aqṣā auwal al-qiblatain). Dies zeigt, dass der osmanische Staat zu dieser Zeit den Tempelberg nicht als Haram betrachtete, sondern dafür den koranischen Begriff al-Masdschid al-aqsā verwendete.

Der Jerusalem-Plan von Heinrich Kiepert aus dem Jahre 1845, in dem der Haram erstmals eingezeichnet ist.

Bei der lokalen Bevölkerung scheint zu dieser Zeit der Ausdruck al-Ḥaram aš-šarīf („der edle Haram“) für den Tempelberg jedoch weiter üblich gewesen zu sein, denn der schottische Reisende Robert Richardson (1779–1847), der um 1816 den Tempelberg in Begleitung eines einheimischen Muslims besuchte, benutzt in seiner Schilderung seines Besuchs diesen Ausdruck durchgehend. Wie Richardson berichtet, war der Zutritt zu dem Heiligen Bezirk Nicht-Muslimen zu dieser Zeit an sich verboten. Auch dem preußischen Konsul Ernst Gustav Schultz, der sich von 1842 bis 1845 in Jerusalem aufhielt, war dieser Begriff geläufig. In seinem Jerusalem-Buch, das er 1845 veröffentlichte, gibt er die Beschreibung eines Rundgangs durch die Altstadt von Jerusalem und erklärt an einer Stelle: "Hier betreten wir die Nordwestecke des Berges Zion. Gerade vor uns läuft eine Hauptstraße vom Thor bis nach der Großen Moschee, al-Harâm el-Scherîf oder vorzugsweise al-Harâm genannt." In demselben Jahr veröffentlichte der Kartograph Heinrich Kiepert einen auf Schultz’ Untersuchungen fußenden Plan von Jerusalem, in dem der Haram erstmals eingezeichnet war.
Der französische Archäologe Melchior de Vogüé verfasste 1864 die erste Monographie über den Jerusalemer Haram. Darin schildert er, dass zehn Jahre früher Christen der Zugang zum Haram versperrt war, ihm bei einem zweiten Besuch von Jerusalem aber ein Bakschisch die Türen zum Haram geöffnet habe. Spätestens im frühen 20. Jahrhundert verwendete man auch von osmanischer Seite den Begriff al-Ḥaram aš-šarīf für den Tempelberg. Das lässt sich daran erkennen, dass im Jahre 1914 der osmanische Beamte Mehmed Cemil Efendi ein Büchlein mit dem Titel Tarihçe-i Harem-i Şerîf-i Kudsî („Kleine Geschichte des Jerusalemer edlen Harams“) veröffentlichte, in dem er die verschiedenen Bauwerke auf dem Tempelplatz beschrieb.

### Nach dem Ende der osmanischen Herrschaft
Eine weitere Geschichte des Jerusalemer Harams verfasste 1947 der jordanische Beamte Aref al-Aref, der von 1950 bis 1955 als Oberbürgermeister von Ost-Jerusalem fungierte. Sie wurde 1959 unter dem Titel "A brief guide to the Dome of the Rock and al-Haram al-Sharif" auch ins Englische übersetzt.
Bis heute wird aber in einigen islamischen Kreisen der Haram-Begriff als Bezeichnung für Jerusalem und die Abrahamsmoschee in Hebron abgelehnt. So hat zum Beispiel der saudische Prediger Muhammad Sālih al-Munaddschid in einer Fatwa aus dem Jahre 2003 eine derartige Verwendung des Haram-Begriffs als unzulässige Bedeutungserweiterung zurückgewiesen. Sie stehe auf der gleichen Ebene wie die Verwendung des Ausdrucks ḥaram ǧāmiʿī als Bezeichnung für den Campus einer Universität. In Wirklichkeit gebe es nur die drei Haram-Bezirke, die Ibn Taimīya in seiner Fatwa genannt habe. Besonders entschieden hat sich auch der palästinensische Wissenschaftler ʿAbdallāh Maʿrūf ʿUmar gegen die Verwendung des Haram-Begriffs im Zusammenhang mit Jerusalem ausgesprochen. In seinem 2009 veröffentlichten Buch „Einführung in das Studium der gesegneten al-Aqsā-Moschee“ (al-Madḫal ilā dirāsat al-Masǧid al-aqṣā al-mubārak) fordert er, den Ausdruck al-Aqsā-Moschee für den gesamten Tempelberg einschließlich des Felsendoms zu verwenden und den geläufigen Ausdruck al-Ḥaram al-Qudsī aš-šarīf („der edle Jerusalemer Haram“) fallen zu lassen, weil die Regeln eines Haram für den Tempelberg nicht zutreffen.

## Schiitische Haram-Bezirke
Daneben gibt es noch eine ganze Anzahl schiitischer Harams. Hierzu gehört insbesondere der von Kufa. Abū Dschaʿfar at-Tūsī (gest. 1067) überliefert von dem sechsten schiitischen Imam Dschaʿfar as-Sādiq die Aussage: "Mekka ist der Haram von Abraham, Medina der Haram Mohammeds und Kufa der Haram von ʿAlī ibn Abī Tālib. ʿAlī hat von Kufa für unantastbar erklärt, was Abraham von Mekka und was Mohammed von Medina für unantastbar erklärt hat." Und der vierte Imam ʿAlī ibn Husain Zain al-ʿĀbidīn wird mit der Aussage zitiert, dass Gott schon 24.000 Jahre, bevor er die Erde der Kaaba erschuf und als Haram ausersah, die Erde von Kerbela als sicheren und gesegneten Haram ausersehen habe.
In späterer Zeit wurde auch der Bezirk um das Grabmausoleum von ʿAlī ibn Abī Tālib in Nadschaf zum Haram erhoben. Grundlage hierfür ist eine Überlieferung, wonach einst der abbasidische Kalif Hārūn ar-Raschīd einen Jagdausflug zu den beiden Gharys, zwei Türmen auf dem Gelände des heutigen Grabmausoleums, machte, und die von ihm ausgesandten Jagdhunde und Jagdfalken sich scheuten, dem Jagdwild auf eine bestimmte Anhöhe hin zu folgen. Als er deswegen einen Scheich aus Kufa kommen ließ und ihn zu der Anhöhe befragte, erklärte ihm dieser: "Mein Vater hat mir über seine Vorväter berichtet, dass diese zu sagen pflegten: Diese Anhöhe ist das Grab von ʿAlī ibn Abī Tālib. Gott hat es zu einem Haram gemacht. Alles, was bei ihm Zuflucht sucht, ist sicher."
Der Imam-Reza-Schrein in Maschhad hat auf Persisch die Bezeichnung Haram-e Emām-e Rezā.

## Belege
1. ↑  Hani Al-Lehadani: ‘Golden belt’ proposed around Holy Haram (Memento vom 9. August 2014 im Internet Archive), in: Saudi Gazette, 30. Dezember 2008.
2. ↑  An-Nahrawālī: Kitāb al-Iʿlām bi-bait Allāh al-ḥarām. 1857, S. 45.
3. ↑  at-Tabarī: Taʾrīḫ al-rusul wa-l-mulūk. Ed. M. J. de Goeje. Leiden, 1879–1901. Bd. I, S. 1097, Z. 13–14. Digitalisat
4. ↑  Munt: The holy city of Medina. 2014, S. 34.
5. ↑  Al-Azraqī: Aḫbār Makka. 1858, S. 367.
6. ↑  An-Nahrawālī: Kitāb al-Iʿlām bi-bait Allāh al-ḥarām. 1857, S. 45.
7. ↑  Al-Azraqī: Aḫbār Makka. Ed. Malḥas, 1983, Bd. I, S. 192 Digitalisat.
8. ↑   Die Übersetzung folgt der Koranübersetzung von Hartmut Bobzin, allerdings ist das Wort ḥaram, das Bobzin mit "Heiligtum" übersetzt, hier mit Haram wiedergegeben.
9. ↑  Gaudefroy-Demombynes: Le pèlerinage à la Mekke. 1923, S. 6.
10. ↑  Vgl. dazu M. J. Kister: "Some Reports Concerning Al-Tāʾif" in Jerusalem Studies in Arabic and Islam 1 (1979) 1–18. Hier S. 9.
11. ↑  Muḥammad ibn Ḥabīb al-Baġdādī: Kitāb al-Munammaq fī aḫbār Quraiš. ʿĀlam al-Kutub, Beirut, 1985. S. 232f. Digitalisat
12. ↑  Siehe Munt: The holy city of Medina. 2014, S. 33.
13. ↑  Munt: The holy city of Medina. 2014, S. 37–39.
14. ↑  Ibn al-Kalbī: Kitāb al-Aṣnām. Kairo 1914. Ed. Aḥmad Zakī Bāšā. S. 18 Digitalisat
15. ↑  Peters: Mecca: a literary history of the Muslim holy land. 1994, S. 90.
16. ↑  Vgl. Munt: The holy city of Medina. 2014, S. 65.
17. ↑  Vgl. Ferdinand Wüstenfeld: Geschichte der Stadt Mekka, nach den arabischen Chroniken bearbeitet. Leipzig 1861. § 113. Hier online einsehbar.
18. ↑  Der arabische Originaltext ist hier abrufbar.
19. ↑  Ibrāhīm Rifʿat Bāšā: Mirʾāt al-ḥaramain Bd. I, S. 227.
20. ↑  Al-Azraqī: Aḫbār Makka. 1858, S. 361.
21. ↑  Al-Azraqī: Aḫbār Makka. 1858, S. 379f.
22. ↑  Al-Azraqī: Aḫbār Makka. 1858, S. 357, Zeile 12ff.
23. ↑  Ibrāhīm Rifʿat Bāšā: Mirʾāt al-ḥaramain Bd. I, S. 227.
24. ↑  Al-Azraqī: Aḫbār Makka. 1858, S. 360.
25. ↑  Die Angaben in der nachfolgenden Tabelle stützen sich, wenn nicht anders angegeben, auf al-Ḥuwaiṭān: Aḥkām al-Ḥaram al-Makkī. 2004, S. 34–40.
26. ↑  So Ibn Rusta: Kitāb al-Aʿlāq an-nafīsa. 1892, S. 57
27. ↑  Ibrāhīm Rifʿat Bāšā: Mirʾāt al-ḥaramain Bd. I, S. 226.
28. ↑  Peters: Mecca: a literary history of the Muslim holy land. 1994, S. 21.
29. ↑  Yāqūt Ibn-ʿAbdallāh ar-Rūmī: Kitāb Muʿǧam al-buldān. Brockhaus, Leipzig, 1867. Bd. II, S. 222 Digitalisat
30. ↑  al-Ḥuwaiṭān: Aḥkām al-Ḥaram al-Makkī. 2004, S. 40–41.
31. ↑  Vgl. die Karte Makkah Boundaries, die die Ergebnisse seiner Neubestimmung zusammenfasst.
32. ↑  al-Māwardī: al-Aḥkām as-sulṭānīya. 1989, S. 213f.
33. ↑  al-Māwardī: al-Aḥkām as-sulṭānīya. 1989, S. 214.
34. ↑  al-Māwardī: al-Aḥkām as-sulṭānīya. 1989, S. 214f.
35. ↑  al-Māwardī: al-Aḥkām as-sulṭānīya. 1989, S. 215.
36. ↑  al-Māwardī: al-Aḥkām as-sulṭānīya. 1989, S. 215.
37. ↑  Al-Qārī: al-Maslak al-mutaqassiṭ. 1970, S. 254.
38. ↑  Ibrāhīm Rifʿat Bāšā: Mirʾāt al-ḥaramain Bd. I, S. 224.
39. ↑  Die nachfolgende Aufstellung stützt sich im Wesentlichen auf Godefroy-Demombynes: Le pèlerinage à la Mekke. 1923, S. 19–21 und al-Qārī: al-Maslak al-mutaqassiṭ. 1970, S. 54f.
40. ↑  Die Aussagen zur Entfernung in Tagesreisen stammen aus Ibrāhīm Rifʿat Bāšā: Mirʾāt al-ḥaramain Bd. I, S. 225.
41. ↑  Vgl. Yāqūt al-Hamawī ar-Rūmī: Kitāb Muʿǧam al-buldān. Ed. Ferdinand Wüstenfeld. Bd. II, S. 651, Z. 14. Hier online einsehbar.
42. ↑  Al-Azraqī: Aḫbār Makka. 1858, S. 371.
43. ↑  Al-Azraqī: Aḫbār Makka. 1858, S. 372.
44. ↑  Ǧaʿfar ibn al-Ḥasan Muḥaqqiq al-Ḥillī: Šarāʿiʾ al-Islām. Frz. Übersetzung unter dem Titel Droit musulman: recueil de lois concernant les musulmans schyites. Ed. Amédée Querry. Imprimerie Nationale, Paris, 1871. Bd. I, S. 308, Nr. 730. Digitalisat
45. ↑  Ibn Rusta: Kitāb al-Aʿlāq an-nafīsa. 1892, S. 57.
46. ↑  Ibn Ǧubair: Riḥla. Ed. William Wright. Brill, Leiden, 1907, S. 99. Digitalisat – Dt. Übers. unter dem Titel Tagebuch eines Mekkapilgers von Regina Günther. Thienemann, Stuttgart, 1985, S. 69.
47. ↑  John Lewis Burckhardt: Travels in Arabia. Henry Colburn, London, 1829, S. 277. Digitalisat
48. ↑  Muḥammad Labīb al-Batanūnī: ar-Riḥla al-ḥiǧāzīya. Maṭbaʿat al-Ǧamālīya, Kairo, 1329h (= 1911 n. Chr.). S. 146.
49. ↑  Ignatius Mouradgea d’Ohsson: Tableau général de l’empire othoman: divisé en deux parties, dont l’une comprend la législation mahométane, l’autre, l’histoire de l’empire othoman Bd. III. Paris, 1790. S. 280. Digitalisat
50. ↑  Ali Bey: Travels of Ali Bey: in Morocco, Tripoli, Cyprus, Egypt, Arabia, Syria, and Turkey. Between the years 1803 and 1807. James Maxwell, Philadelphia, 1816. Bd. II, S. 104. Digitalisat
51. ↑  Ibn Hischām: Kitāb Sīrat Rasūl Allāh nach Muhammed Ibn Ishâk. Bearb. von Abd el-Malik Ibn Hischâm. Aus d. Hs. zu Berlin, Leipzig, Gotha u. Leyden hrsg. von Ferdinand Wüstenfeld. 2 Bde. Göttingen 1858–59. Bd. I, S. 343. Digitalisat.
52. ↑  Vgl. Munt: The holy city of Medina. 2014, S. 58f.
53. ↑  Serjeant: "Ḥaram and ḥawṭah". 1962, S. 50.
54. ↑  Online-Version auf Wikisource
55. ↑  Abū Yūsuf: Kitāb al-Ḫarāǧ. Dār al-Maʿrifa, Beirut, 1979. S. 104. Digitalisat
56. ↑  Vgl. Munt: The holy city of Medina. 2014, S. 60.
57. ↑  Vgl. Munt: The holy city of Medina. 2014, S. 72f.
58. ↑  as-Samhūdī: Wafāʾ al-wafā. 1984, Bd. I, S. 102.
59. ↑  Vgl. Munt: The holy city of Medina. 2014, S. 73–77.
60. ↑  Šams ad-Dīn al-Maqdisī: Kitāb Aḥsan at-taqāsīm fī maʿrifat al-aqālīm. Ed. M. J. de Goeje. 2. Aufl. Brill, Leiden 1906. S. 82 Digitalisat
61. ↑  Ibn Abī Ḫaiṯama: at-Taʾrīḫ al-kabīr. Ed. S. F. Halal. 4 Bde. Kairo 2004. Bd. I, S. 353. Digitalisat.
62. ↑  Munt: The holy city of Medina. 2014, S. 87.
63. ↑  al-Māwardī: al-Aḥkām as-sulṭānīya. 1989, S. 216.
64. ↑  Ibn Abī Šaiba: Kitā al-Muṣannaf. Bd. XIII, S. 125.
65. ↑  Munt: The holy city of Medina. 2014, S. 84.
66. ↑  Munt: The holy city of Medina. 2014, S. 86.
67. ↑  Aḥmad ibn Ḥanbal: al-Musnad. Ed. Šuʿaib al-Arnāʾūṭ. Muʾassasat ar-Risāla, Beirut, 2008. Bd. V, S. 90. Digitalisat
68. ↑  Munt: The holy city of Medina. 2014, S. 86, 88.
69. ↑  Munt: The holy city of Medina. 2014, S. 88f.
70. ↑  Al-Ǧāḥiẓ: Kitāb al-Ḥayawān. Ed. ʿA.-S. M. Hārūn. 7 Bde. Kairo, 1938–45. Bd. III, S. 142. Digitalisat
71. ↑  As-Samhūdī: Wafāʾ al-wafā bi-aḫbār Dār al-Muṣṭafā. 1984, Bd. I, S. 103f. - Vgl. auch die engl. Übers. bei Munt: The holy city of Medina. 2014, S. 91.
72. ↑  Kister: "Some Reports Concerning Al-Tāʾif" 1979, S. 2, 8f.
73. ↑  Kister: "Some Reports Concerning Al-Tāʾif" 1979, S. 11f.
74. ↑  Aḥmad ibn Ḥanbal: al-Musnad. Ed. Šuʿaib al-Arnāʾūṭ. Muʾassasat ar-Risāla, Beirut, 2008. Bd. III, S. 32, Nr. 1416. Digitalisat.
75. ↑  Ibn Qaiyim al-Ǧauziya: Zād al-maʿād fī hady ḫair al-ʿibād. Šuʿaib und ʿAbd al-Qādir al-Arnaʾūṭ. Muʾassasat ar-Risāla, Beirut, 1998. Bd. III, S. 444. Digitalisat.
76. ↑  ʿAbd ar-Razzāq aṣ-Ṣanʿānī: al-Muṣannaf. Ed. Ḥabīb ar-Raḥmān al-Aʿẓamī. Beirut 1983. Bd. XI, S. 134, Nr. 20126. Digitalisat
77. ↑  Abū ʿUbaid al-Bakrī: Kitāb al-Muʿǧam mā staʿǧam. Ed. Muṣṭafā as-Saqqā. Kairo 1949. S. 1370. Digitalisat
78. ↑  So insbesondere bei Andreas Kaplony: The Ḥaram of Jerusalem 324–1099; temple, Friday mosque, area of spiritual power. Stuttgart 2002 und Michael H. Burgoyne: "The Gates of the Ḥaram al-Sharīf" in Julian Raby and Jeremy Johns (Hrsg.): Bayt al-Maqdis: ʿAbd al-Malik's Jerusalem. Part 1. Oxford Studies in Islamic Art 9 (1992) 105-24.
79. ↑  Munt: The holy city of Medina. 2014, S. 25.
80. ↑  Vgl. Ibn Ḫallikān: Wafayāt al-aʿyān wa-anbāʾ abnāʾ az-zamān. Ed. Iḥsān ʿAbbās. Dār Ṣādir, Beirut n. d. Bd. IV, S. 232. Digitalisat
81. ↑  Max van Berchem: Matériaux pour un Corpus inscriptionum Arabicarum. Teil II/1 Syrie du Sud, Jérusalem «Haram». Institut français d’archéologie orientale du Caire, Kairo, 1927. S. 24. Digitalisat
82. ↑  Ibn Wāṣil: Mufarriǧ al-kurūb fī aẖbār Banī Aiyūb. Ed. Ḥasanain Muḥammad Rabīʿ und Saʿīd ʿAbd al-Fattāḥ ʿĀšūr. Maṭbaʿat Dār al-Kutub, Kairo, 1977. Bd. IV, S. 241. Digitalisat
83. ↑  ʿIzz ad-dīn Muḥammad Ibn Šaddād: Rauḍ aẓ-ẓāhir fī sīrat al-malik aẓ-Ẓāhir. Ed. Ahmad Hutait. Steiner, Wiesbaden, 1983. S. 350.
84. ↑  Al-Jubeh: Hebron (al-Ḫalīl): Kontinuität und Integrationskraft einer islamisch-arabischen Stadt. 1991, S. 209.
85. ↑  Al-Jubeh: Hebron (al-Ḫalīl): Kontinuität und Integrationskraft einer islamisch-arabischen Stadt. 1991, S. 216.
86. ↑  Zit. bei Charles Matthews: "A Muslim Iconoclast (Ibn Taymīyyeh) on the "Merits" of Jerusalem and Palestine" in Journal of the American Oriental Society 56 (1936) 1-21. Hier S. 13f. Der Text ist auch in Ibn Taimīyas Fatwa-Sammlung abgedruckt: Maǧmūʿ al-fatāwā. Wizārat aš-šuʾūn al-islāmīya, Riad, 2004. Bd. XXVII, S. 14f. Digitalisat
87. ↑  Ibn-Tamīm al-Maqdisī: Muṯīr al-ġarām ilā ziyārat al-Quds wa-š-Šām. Ed. Aḥmad al-Ḫuṭāimī. Dār al-Ǧīl, Beirut, 1994. S. 190.
88. ↑  Nazmi al-Jubeh: Hebron (al-Ḫalīl): Kontinuität und Integrationskraft einer islamisch-arabischen Stadt. Tübingen, Univ.-Diss., 1991. S. 214–216.
89. ↑  Muǧīr ad-Dīn al-ʿUlaimī: al-Uns al-ǧalīl bi-tārīẖ al-Quds wa-l-Ḫalīl. Ed. Maḥmūd ʿAuda Kaʿābina. Maktabat Dundais, Hebron/Amman 1999. Bd. II, S. 407. Digitalisat
90. ↑  Mehmet Tütüncü: Turkish Jerusalem: 1516-1917; Ottoman inscriptions from Jerusalem and other Palestinian cities. SOTA, Haarlem, 2006. S. 109.
91. ↑  Max van Berchem: Matériaux pour un Corpus inscriptionum Arabicarum. Teil II/1 Syrie du Sud, Jérusalem «Haram». Institut français d’archéologie orientale du Caire, Kairo, 1927. S. 349. Digitalisat
92. ↑  Vgl. dazu auch Oleg Grabar: Art. „al-Ḥaram al-Sharīf“ in The Encyclopaedia of Islam. New Edition Bd. III, S. 173b-175a.
93. ↑  Vgl. Robert Richardson: Travels along the Mediterranean, and parts Adjacent; in company with the earl of Belmore, during the years 1816-17-18. Cadell, London, 1822. Bd. II, S. 281–308. Digitalisat
94. ↑  Ernst Gustav Schultz: Jerusalem. Eine Vorlesung. Mit einem Plane, gezeichnet von H. Kiepert. Simon Schropp & Co., Berlin 1845, S. 28 Digitalisat
95. ↑  Melchior de Vogüé: Le temple de Jérusalem: monographie du Haram-Ech-Chérif, suivie d'un essai sur la topographie de la ville sainte. Noblet & Baudry, Paris 1864 (Digitalisat).
96. ↑  Mevlüt Çam: Tarihçe-i Harem-i Şerîf-i Kudsî in Vakıflar Dergisi 48 (Aralık 2017) S. 195–202.
97. ↑  Muḥammad Ṣāliḥ al-Munaǧǧid: Hal al-Masǧid al-aqṣā yuʿtabar ḥaraman? Fatwa, veröffentlicht am 17. Februar 2003, englische Übersetzung.
98. ↑  ʿAbdallāh Maʿrūf ʿUmar: al-Madḫal ilā dirāsat al-Masǧid al-aqṣā al-mubārak. Dār al-ʿIlm li-l-malāyīn, Beirut, 2009. S. 37–39. Digitalisat
99. ↑  Abū Ǧaʿfar Muḥammad b. al-Ḥasan aṭ-Ṭūsī: al-Amālī. Ed. ʿAlī Akbar Ġifārī und Bahrād al-Ǧaʿfarī. Dār al-Kutub al-Islāmīya, Teheran, 1381hš. S. 945 Digitalisat
100. ↑  Abū l-Qāsim Ǧaʿfar ibn Muḥammad Ibn Qulawaih: Kāmil az-ziyārāt. Ed. Ǧawād al-Qaiyūmī al-Iṣfahānī. Našr al-Faqāha, [Qum], 1996. S. 451. Digitalisat
101. ↑  Muhammad Bāqir al-Maǧlisī: Biḥār al-Anwār. 3. Aufl. Dār Iḥyāʾ at-turāṯ al-ʿArabī, Beirut, 1983. Bd. LXXXXVII, S. 252, Nr. 47. Digitalisat